# Valérian et Laureline (série télévisée d'animation)
Valérian et Laureline (ヴァレリアン＆ロールリンヌ, Varerian ando Rōrurinnu) est un anime de science-fiction franco-japonais en 40 épisodes de 23 minutes librement inspiré de la série de bande dessinée française Valérian et Laureline, et diffusée entre le 20 octobre 2007 et le 5 mars 2008 sur Canal+ entre autres.

## Synopsis
Année 2417, Valérian est un jeune pilote spatio-temporel très talentueux de Galaxity, la capitale de la Terre. Pour sa première mission, il est envoyé à bord du vaisseau « Tempus Fugit » en Normandie le 5 avril 912. Au cours de cette expédition, il modifie bien malgré lui le passé en sauvant une jeune et belle saltimbanque prénommée Laureline, enfreignant ainsi la loi n°3 des voyages dans le temps. Après avoir pris la fuite face à un cruel seigneur, ils retournent tous deux en 2417 où ils découvrent que la Terre a disparu. Valérian et Laureline deviennent alors les deux seuls terriens restant dans l'univers. Le moteur temporel du vaisseau étant tombé en panne et en manque d'argent pour le réparer, ils décident de mettre le cap sur Point Central, la capitale de la galaxie, pour chercher du travail et des informations sur la disparition de leur planète. Lors de leurs missions, ils sont régulièrement confrontés aux Vlagos et à leur représentant Gork Yodol, qui conspirent pour contrôler l'univers. Mais au cours de leurs aventures, ils se font aussi des alliés qui les aideront dans leur quête pour retrouver la Terre.

## Distribution
- Gwendal Anglade : Valérian
- Mélodie Orru : Laureline
- Sophie Deschaumes : Rhonda (l'ordinateur de bord)
- Pierre Tessier : Prince Baral, voix additionnelles
- Gilbert Lévy : Gork Yodol, voix additionnelles
- Véronique Soufflet : Pyrna Elkali
- Laurence Dourlens : Alcia
- Emmanuel Rausenberger : les Shingouz
- Bruno Carna : Vlagos
- Caroline Combes : Ameïcha, voix additionnelles
- Fily Keita : Koren, voix additionnelles
- Rémi Caillebot : Kellig
- Michel Tugot-Doris : Monsieur Albert, voix additionnelles
- Eric Peter : l'Empereur Gorod IV, Guillaume de Tancarville
- Éric Missoffe, Éva Darlan, Thierry Murzeau : voix additionnelles

Version française :
- Société de doublage : Studio Chinkel
- Direction artistique : Gilbert Lévy

 Source : voix françaises sur Planète Jeunesse.

## Production

### Fiche technique
- Titre original : Valérian et Laureline
- Création : Stéphanie Joalland et Marc Journeux
- Réalisation : Philippe Vidal et Eiichi Satô
- Scénario : Peter Berts
  - Coscénaristes : Agnès et Jean-Claude Bartoll, Jean Helpert, Jean-François Henry, Julien Magnat, Eric Rondeaux et Henri Steimen
- Direction artistique : Gilbert Levy
- Character designer : Charles Vaucelle, Makoto Uno, Fumikide Sai. Le dessinateur Yacine Elghorri a développé les premières recherches sur la série[2].
- Direction d’animation : Toru Yoshida et Toshiyuki Kubooka
- Musique : Alexandre Azaria
- Production : Emmanuel Prevost, Robert Réa, Michiaki Sato, Luc Besson
- Sociétés de production : Satelight, éditions Dargaud et EuropaCorp

### Développement
- 1976 : Jean-Claude Mézières fait ses premiers essais de dessin animé en Suisse et au Centre Pompidou mais sans suite.
- 1982 : Deuxième essai avec l’aide de la société Dargaud. Jean-Claude Mézières fait des dessins en couleur directe pour réaliser une animation au banc-titre. Quelques minutes seulement sont réalisées sous le titre Les Astéroïdes de Shimballil.
- 1992 : Jean-Claude Mézières et Pierre Christin réalisent un pilote sans suite[3].
- 2005 : Lancement d’une coproduction franco-japonaise dirigée par Philippe Vidal et Eiichi Sato pour la réalisation d'un anime. Cette coproduction regroupe le studio japonais Satelight, les éditions Dargaud et la société de production de Luc Besson, EuropaCorp.
- 2007 : L'anime est programmé sur la chaîne thématique Canal+ Family à raison de deux épisodes par semaine.
- 2008 : La série est diffusée sur France 3.
- 2009 : Diffusion par Game One.
- 2010 : Diffusion par La CRTV.
- 2010 : Diffusion par Mangas.
- 2011 : Diffusion par France 4.
- 2012 : Diffusion par RTBF et les antennes du réseau Outre-Mer première[4].
- 2015 : Diffusion par Game One.
- 2017 : Diffusion par Mangas (juin 2017)
- 2017 : Diffusion par OCS à raison de cinq épisodes par jour.
- 2017 : Diffusion par Brezhoweb en langue bretonne[5].
- 2018 : Diffusion par Mangas (juin 2018)

## Épisodes
L'anime comporte dans la version française 40 épisodes de 23 minutes et dans la version japonaise 80 épisodes de 12 minutes. Chacun des épisodes porte un titre comprenant le mot « temps ».
1. Contretemps
2. Dans le temps
3. Nuit des temps
4. Les temps nouveaux
5. Passe-temps
6. Sale temps
7. Avec le temps
8. Un temps pour tout
9. Entre temps
10. Perte de temps
11. La plupart du temps
12. Une valse à mille temps
13. La fin des temps
14. Temps retrouvé
15. Le bon temps
16. Mi-temps
17. En temps et en heure
18. Pas de printemps
19. Temps compté
20. Par les temps qui courent
21. De temps en temps
22. Temps de chiens
23. Le temps d'aimer
24. En temps ordinaire
25. Les temps changent
26. Signe du temps
27. Emploi du temps
28. Juste à temps
29. Pour un temps
30. Autre temps, autre mœurs
31. La pluie et le beau temps
32. Temps réel
33. De temps à autre
34. Gain de temps
35. En temps voulu
36. Les temps difficiles
37. Changement de temps
38. Temps libre
39. Temps d'arrêt
40. Autant en emporte le temps